# Diestelower See
Der Diestelower See ist ein See im Süden des Gemeindegebietes Goldberg des Landkreises Ludwigslust-Parchim in Mecklenburg-Vorpommern.

## Rundweg
Es ist ein wenig gegliedertes Gewässer südlich des namensgebenden Ortes. Der See ist 550 Meter lang und bis etwa 240 Meter breit. Der Abfluss des Sees befindet sich im Osten und der See entwässert über die Störbeck Richtung Norden zum Grenzgraben und zur Mildenitz. Der See ist über zwei Meter tief. Westlich des Sees verläuft die Landstraße von Lübz nach Goldberg.
Der Rundweg beginnt am Rosengarten im ehemaligen Gutsgelände, wo einst das Gutshaus stand. Auf dem heutigen recht großen Freigelände fällt der Blick auf zwei eindrucksvolle Trauerbuchen nahe am See, die einst auch Weißstörchen als Brutplatz dienten. In der Parkanlage stehen imposante Buchen, Eichen und Eschen. Ein kleiner Bach speist vom Süden her den See. Am Ufer entlang, vorbei an mehreren Angelstellen, erreicht man eine alte Obstplantage. Danach geht es zur Bushaltestelle in Richtung Dorf.

## Karten
- Wibekingsche Karte von Mecklenburg 1786.
- Charte von den Besitzungen des Klosters Dobbertin. Abteilung II., enthält Sehstorff, angefertigt nach den vorhandenen Gutsakten im Jahre 1866 durch S. H. Zebuhr.
- Topographische Karte, 2438 Goldberg, 1993.